# Lisbeth Zornig Andersen
Lisbeth Malene Zornig Andersen (født 12. februar 1968 i Vanløse), er en dansk økonom, dokumentarist, forfatter og debattør.
Lisbeth Zornig Andersen blev landskendt for selvbiografien Zornig – vrede er mit mellemnavn (2011) og den efterfølgende dokumentarfilm Min barndom i helvede (2012), hvor hun konfronterede sin stedfar og sin mor med sin oplevelse af en barndom fyldt med svigt og seksuelle overgreb. Hun er tidligere administrerende direktør i den socialøkonomiske virksomhed Specialisterne, tidligere formand for Børnerådet og stiftede siden Huset Zornig, der arbejdede på at forny og forbedre indsatsen over for samfundets socialt mest udsatte mennesker. Hun har været formand for tænketanken Social Innovations Forum og er stifter af Børnenes IT-fond, der sikrer computere til alle anbragte børn. Hun har været bestyrelsesmedlem blandt andet på IT Universitet, i Det Sociale Netværk og herberget Overførstergaarden.

## Opvækst og familie
Lisbeth Zornig Andersen voksede op som del af en socialt udsat familie i Nakskov på Lolland, hvor hun blev misbrugt og misrøgtet. Hun voksede op med tre ældre brødre, hvoraf kun den ene stadig er i live. Lisbeth Zornig Andersen var anbragt på en række institutioner i løbet af sin barndom. Efter et ophold på Hylleholt Husgerningsskole for særligt vanskelige piger og en studentereksamen fra Haslev Gymnasium i 1986 kom hun ind på Københavns Universitet, hvor hun i 1994 blev cand.polit. med speciale i industriøkonomi herunder spilteori og mikroøkonomi.
Lisbeth Zornig Andersen har i dag fem børn og blev i juni 2013 gift med journalist og tidligere chefredaktør Mikael Rauno Lindholm.

## Karriere
Efter studiet blev Lisbeth Zornig Andersen systemudvikler i Codan, Danske Bank og senere KMD, hvor hun i 2001 blev forretningsudvikler og projektchef. I 2006 blev Lisbeth forretningsudvikler i den socialøkonomiske virksomhed Specialisterne, der beskæftiger personer med Aspergers syndrom som IT-testere, og fra 2008 til 2009 var hun administrerende direktør for virksomheden. I 2009 forlod hun Specialisterne og etablerede i stedet en selvstændig konsulentvirksomhed, Zornig Consult.
Fra 2010 til 2012 var Lisbeth Zornig Andersen formand for Børnerådet, et statsligt råd der kæmper for børn og unges rettigheder. I løbet af sin formandsperiode lykkedes det Lisbeth Zorning Andersen i høj grad at synliggøre rådet i offentligheden.
I 2011 udgav Lisbeth Zornig Andersen selvbiografien Zornig – Vrede er mit mellemnavn og i 2012 var der premiere på en dokumentarfilm om hendes barndom, Min barndom i helvede. I selvbiografien og dokumentaren skildres de udfordringer og det misbrug, hun oplevede gennem hele sin barndom, men ligeledes de faktorer, der gjorde at Lisbeth Zornig Andersen, i modsætning til sine brødre, var i stand til at bryde det sociale mønster, gennemføre en uddannelse og klare at komme væk fra sin udsatte socialklasse.
Ved udløbet af Lisbeth Zornig Andersens periode som Børnerådsformand i 2012, tilbød socialminister Karen Hækkerup hende at hun kunne fortsætte med at rådgive ministeriet som selvstændig konsulent. I den anledning skiftede Zornig Consult navn til Huset Zornig. Huset Zornig beskæftigede sig udover rådgivning af myndigheder, virksomheder og institutioner med social innovation i form af udvikling af nye metoder og praksis, og formidling af viden om det sociale område, f.eks. via foredrag, konferencer og udgivelser. Lisbeth Zornig Andersen var formand og stifter af den socialpolitiske tænketank Social Innovations Forum, hvis aktiviteter hørte under Huset Zornig. Huset Zornig blev erklæret konkurs i 2019.
Lisbeth Zornig Andersen har været initiativtager til en række sociale innovationer og projekter, blandt andet den tværpolitiske demokratikampagne "Stemmer på kanten", der havde til hensigt at få de socialt udsatte borgere til i højere grad at stemme til det danske kommunevalg 2013, og var sandsynligvis bidragende til at valgdeltagelsen blandt kontanthjælpsmodtagere på landsplan steg fra 31 % i 2009 til 39,7 % i 2013. Hun er stifter af Børnenes IT-fond, der sikrer computere til alle anbragte børn.
Hun har været bestyrelsesmedlem blandt andet på IT-Universitetet i København. og Det Sociale Netværk, protektor af BROEN Danmark, og ambassadør for Røde Kors.
Som skønlitterær forfatter udgav Lisbeth Zornig Andersen i 2016, sammen med sin mand Mikael Rauno Lindholm, bestseller-krimien Bundfald, og siden har parret udgivet flere kriminalromaner.

## Offentlig profil
Lisbeth Zornig Andersen er hovedsageligt kendt som forfatter, aktivist og debattør på det socialpolitiske område, hvor hun har kæmpet for at forbedre socialt udsatte og børn og unges vilkår.
Lisbeth Zornig Andersen har gjort sig bemærket som en profileret meningsdanner på socialområdet. Hun har deltaget i adskillige tv-debatter og har skrevet klummer for en række medier. Hun lå i 2011, 2012, 2013, 2014 og 2015 på Politikens liste over Danmarks 50 mest indflydelsesrige meningsdannere. Hendes barndomsbiografi Zornig – Vrede er mit mellemnavn (2011), lå på bestsellerlisterne i knap to år. I 2012 udsendte DR en dokumentar om Lisbeth Zornig Andersens barndom med titlen Min barndom i helvede, der blev en seersucces og vandt prisen som årets bedste dokumentar. I 2014 vandt hun årets radiopris, Prix Radio, for Årets Interview i sit program Zornigs Zone på Radio24syv , hvor hun interviewede udsatte mennesker. I 2015 vandt dokumentarserien De brændte børn på TV2 årets tv-pris med Lisbeth Zornig Andersen som vært, hvor hun følger voksne brændte børn tilbage til barndommen for at undersøge, hvorfor det gik som det gik.

## Sager
Lisbeth Zornig Andersen blev i 2014 involveret i en sag, hvor daværende socialminister Annette Vilhelmsen for åben skærm uretmæssigt uddelte en million offentlige kroner i støttemidler til Huset Zornigs demokratikampagne "Stemmer på kanten". Lisbeth Zornig Andersen og Huset Zornig blev renset for al ansvar i den forbindelse, men Vilhelmsen fik 11. december 2013 en næse af Folketinget for sin ageren i sagen.
Lisbeth Zornig Andersen og hendes mand Mikael Rauno Lindholm blev i en kontroversiel sag i 2016 idømt en bødestraf ved Retten i Nykøbing Falster for menneskesmugling efter at i september 2015 have givet en flygtningefamilie med små børn et lift på danske veje. Dommen blev anket til Østre Landsret, som stadfæstede dommen og hævede bøden  . Procesbevillingsnævnet afviste at lade dommen indbringe for Højesteret. Dommen skabte overskrifter i en række store medier verden over.
I 2019 begærede Gældsstyrelsen Huset Zornig og Lisbeth Zornig Andersen konkurs efter uenighed om tilbagebetaling af skyldig skat.

## Udgivelser
Lisbeth Zornig Andersen har udgivet, deltaget i og bidraget til både fagbøger, biografi, skønlitteratur, film, TV-serier, radio-serier og rapporter om emner på det sociale områder.

### Radio, film og TV
- Min Barndom i helvede / instruktør: Mette Korsgaard. - 2012.
- De brændte børn (tv-dokumentarserie, 3 sæsoner)
- Zornigs Zone (radio-serie, 222 afsnit)
- Mit liv som luder (tv-dokumentarserie, 5 afsnit)

## Priser og udmærkelser
- Danmarks 50 mest indflydelsesrige meningsdannere, Politiken (2011, 2012, 2013, 2014, 2015)
- Billed-bladets TV-guld for Årets Bedste TV-dokumentar (Billed-bladet, Min barndom i helvede, 2013)
- Årets Radio-Interview (Prix Radio, Zornigs Zone, 2014)
- Bedste Faktaserie (16. Årlige TV-festival, De Brændte Børn, 2015)